# Gerardus Majellakerk (Weebosch)

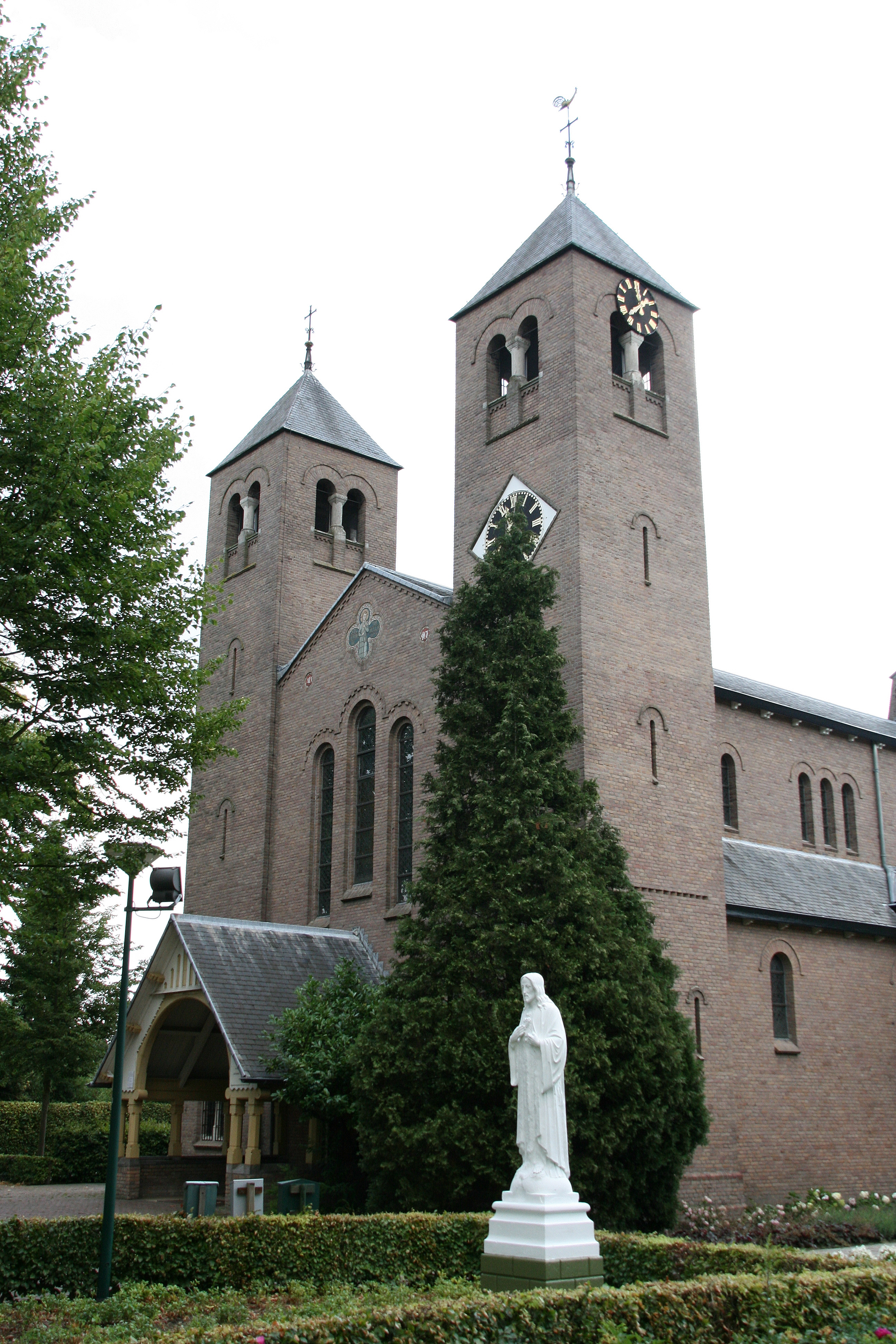
Gerardus Majellakerk

De Gerardus Majellakerk is de parochiekerk van de tot de Noord-Brabantse gemeente Bergeijk behorende plaats Weebosch, gelegen aan Weebosch 75.

## Geschiedenis
Weebosch kende vanouds een kapel die gewijd was aan Onze Lieve Vrouw. De kapel werd reeds vermeld in de 15e eeuw, maar bestond vermoedelijk al eerder. Nadat ze in 1648 onteigend werd door de protestanten raakte ze in verval, en ze werd in de 18e eeuw gesloopt.
Een kerk kwam er pas in 1907. Deze is ontworpen door Jan Stuyt en ze is gewijd aan de heilige Gerardus Majella, waarvoor de bouwpastoor een bijzondere voorliefde had. Deze had reeds in 1904 de heiligverklaring te Rome meegemaakt. Toen het gezelschap op de terugweg het Heilige Land bezocht en ook Caïro aandeed, gebeurde het dat de bestuurder van de tram waarin ze reden plotseling onwel werd en ongecontroleerd verder reed. Een gebed tot Gerardus Majella zou de tram nog juist op tijd tot stilstand hebben gebracht.
Gerardus Majella is nog steeds alomtegenwoordig in de kerk, via een zestal relikwieën, beelden, glas-in-loodramen en aan hem gewijde altaren. Er werd een broederschap opgericht die zeer succesrijk was en op haar hoogtepunt (1945-1960) tot 10.000 leden telde. In 1973 werd deze opgeheven.
Er worden ook bedevaarten gehouden rond 16 oktober, en vanaf 1933 een ruiterprocessie, die ook tegenwoordig nog bestaat en die zelfs honderden paarden omvat. Het zijn echter geen boerenpaarden meer, maar hobbypaarden. De middenstand heeft al vanaf de beginjaren op de aanloop ingespeeld, te beginnen met het plaatselijke café, dat de kerk graag pal tegenover het etablissement zag, hetgeen ook geschiedde. Men verkocht daar tevens religieuze artikelen.

## Gebouw
Het betreft een bakstenen basilicaal kerkgebouw in neoromaanse stijl waarvan de voorgevel door twee torens wordt geflankeerd. Het betreft een van de eerste kerken in Nederland die in deze stijl werden gebouwd. De nabijgelegen Lourdesgrot dateert van 1935.